# Michaelis Sogn
Michaelis Sogn, Skovby Sogn eller Slesvig landsogn (også Mikaelis Sogn, på tysk Kirchspiel St. Michaelis) var et sogn i Sydslesvig, tidligere dels i byen Slesvig (bymenigheden), dels i Strukstrup (Sankt Jørgen og Isted), dels i  Arns Herred (resten af landmenigheden), alle Gottorp Amt, nu i kommunerne Bollingsted (Gammellund), Husby, Isted, Lyrskov, Skovby og Slesvig i Slesvig-Flensborg Kreds i delstaten Slesvig-Holsten. Sognet er i dag delt i sognene Michaelis-Skovby, Jydbæk-Isted og Slesvig. Sognet er opkaldt efter Ærkeenglen Mikael.
I Michaelis Sogn findes flg. stednavne:
- Annettehøj
- Arnholt (også Arnskov)
- Bøgholt
- Christiansgave
- Dækkekro
- Falkenberg
- Frederiksfeld (Friedrichsfeld)
- Gammellund
- Holdpuft
- Hvilkro (Ruhekrug)
- Isted (Idstedt)
- Istedskov
- Grydeskov
- Jydbæk (Jübek)
- Jægerkro
- Husby (også Hysby, Hüsby)
- Husbygaard
- Husbymark
- Kongshvile (Königswill)
- Lyrskov
- Nykro
- Skovby (delt i Nørre o g Sønder Skovby, Schuby)
- Slesvig-Sankt Jørgen (også Jørgensby, Schleswig-Sankt Jürgen)
- Stampe Mølle